# Gabriele Wachholtz

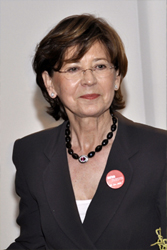
Gabriele Wachholtz

Gabriele Wachholtz (* 2. Mai 1949 in Bornhöved) ist eine deutsche Unternehmerin und Verlegerin.

## Leben
Nach dem Abitur an der Klaus-Groth-Schule in Neumünster studierte sie Betriebswirtschaftslehre an der Universität in Hamburg. 1975 machte sie ihr Examen zum Diplomkaufmann und trat an der Theodor-Litt-Schule in Neumünster eine Referendarstelle für den höheren Schuldienst an. Als Oberstudienrätin quittierte sie 1992 den öffentlichen Dienst. Ab 1994 führte sie als Verlegerin den familieneigenen Wachholtz Verlag. In ihrer Zeit erschienen wichtige Werke zur Landeskunde u. a. die Geschichte Schleswig-Holstein und das Schleswig-Holstein-Lexikon. 2012 übergab die Unternehmerfamilie den Verlag an Sven Murmann, Murmann Publisher. Wachholtz ist im Bereich der Kultur (z. B. Wasserturm Neumünster) ehrenamtlich stark engagiert und wurde 2014 mit dem Landesverdienstorden des Landes Schleswig-Holstein ausgezeichnet. Gabriele Wachholtz ist verheiratet mit dem Verleger Uli Wachholtz. Das Ehepaar hat zwei erwachsene Kinder.

## Ehrenämter
- Vorstandsmitglied Kulturstiftung des Landes Schleswig-Holstein seit 2004
- Mitglied Stiftungsrat Stiftung Schleswig-Holsteinische Landesmuseen seit 2009
- Vorsitzende Freundeskreises Schloss Gottorf e.V. seit 2009
- Mitglied im Kulturring der Studien- und Fördergesellschaft der Schleswig-Holsteinischen Wirtschaft[2]
- Vizepräsidentin im Bundesverband der Fördervereine deutscher Museen für bildende Kunst[3] seit 2016
- Mitglied im ZDF-Fernsehrat (2008 bis 2016)
- Vorsitzende Verein zur Förderung der Kunst in Neumünster[4] (bis 2011)
- Vorstandsmitglied Denkmalfonds Schleswig-Holstein[5] (bis 2013)
- Kuratoriumsmitglied der Stiftung Sparkasse Südholstein[6] (bis 2018)

## Ehrungen
- Gerhard-Stoltenberg-Medaille (2008)
- Verdienstorden des Landes Schleswig-Holstein[7] (2014)